# شهرستان هرند
شهرستان هرند یکی از شهرستان‌های استان اصفهان ایران است. مرکز این شهرستان، شهر هرند است.
این شهرستان در تاریخ ۲۷ تیر ۱۴۰۰ از شهرستان اصفهان جدا شد و مستقل گردید.

## زبان
مردم این شهرستان به زبان ولاتی یا ورزنه ایی از زبان‌های ایران مرکزی از بقایای زبان پهلوی سخن می‌گویند. زبان ترکی نیز میان بخشی از مردم شهرستان رایج است.

## موقعیت جغرافیایی
شهرستان هرند از شمال با شهرستان کوهپایه، از شرق با شهرستان ورزنه، از غرب با شهرستان اصفهان و از جنوب با شهرستان جرقویه همسایه است.

## تقسیمات کشوری
شهرستان هرند دارای ۲ بخش، ۴ دهستان و ۲ شهر به شرح زیر است:
| بخش   | مرکز بخش | جمعیت بخش ۱۳۹۵ | نام دهستان         | مرکز دهستان        | جمعیت دهستان ۱۳۹۵ | شهر  | جمعیت شهر ۱۳۹۵ |
| ----- | -------- | -------------- | ------------------ | ------------------ | ----------------- | ---- | -------------- |
| مرکزی | هرند     | ۱۶٬۲۰۳ نفر     | امامزاده عبدالعزیز | امامزاده عبدالعزیز | ۴٬۹۰۳ نفر         | هرند | ۷٬۸۲۹ نفر      |
| مرکزی | هرند     | ۱۶٬۲۰۳ نفر     | هاشم‌آباد           | هاشم‌آباد           | ۳٬۴۷۱ نفر         | هرند | ۷٬۸۲۹ نفر      |
| اژیه  | اژیه     | ۷٬۶۷۰ نفر      | کلیشاد             | کلیشاد             | ۳٬۹۵۴ نفر         | اژیه | ۳٬۱۵۶ نفر      |
| اژیه  | اژیه     | ۷٬۶۷۰ نفر      | رودشت              | سیان               | ۵۶۰ نفر           | اژیه | ۳٬۱۵۶ نفر      |

## جمعیت
برپایه سرشماری عمومی نفوس و مسکن در سال ۱۳۹۵، جمعیت شهرستان هرند برابر با ۲۳٬۸۶۳ نفر بوده است.